# Musztafa Sádilí
Musztafa Sádilí (arabul: مصطفى الشاذلي); Casablanca, 1973. február 14. –) marokkói válogatott labdarúgókapus.

## Pályafutása

### Klubcsapatban
Casablancában született. Pályafutását is itt kezdte 1992-ben az Olympique de Casablancában, ahol három évig játszott. 1995 és 2005 között a Raja Casablanca kapuját védte, melynek tagjaként hét alkalommal nyerte meg a marokkói bajnokságot. 2005 és 2009 között a Moghreb Tétouan, 2009 és 2011 között a FAR Rabat játékosa volt. 

### A válogatottban
1998 és 2006 között 3 alkalommal játszott a marokkói válogatottban. Részt vett az 1998-as világbajnokságon, illetve a 2000-es és a 2006-os afrikai nemzetek kupáján.

## Sikerei, díjai
Raja Casablanca
- Marokkói bajnok (7): 1995–96, 1996–97, 1997–98, 1998–99, 1999–00, 2000–01, 2003–04
- CAF-bajnokok ligája (2): 1997, 1999
- Afro-ázsiai klubok kupája (1): 1998
- CAF-konföderációs kupa (1): 2003
- CAF-szuperkupa (1): 2000